# Sejm radomski 1494
Sejm radomski 1494 – Sejm walny Korony Królestwa Polskiego został zwołany w lipcu 1494 roku do Radomia.
Sejmiki przedsejmowe w województwach odbyły się w sierpniu 1494 roku. Sejm nie doszedł do skutku.